# Victoria Maple Leafs
Die Victoria Maple Leafs waren ein kanadisches Eishockeyfranchise der Western Hockey League aus Victoria, British Columbia.  

## Geschichte
Das Franchise der Denver Invaders aus der Western Hockey League wurde zur Saison 1964/65 nach Victoria, British Columbia, umgesiedelt und änderte seinen Namen in Victoria Maple Leafs. Die erfolgreichste Spielzeit in der Teamgeschichte war die Saison 1965/66, in der die Mannschaft den Lester Patrick Cup gewann. 
Im Anschluss an die Saison 1966/67 wurden die Victoria Maple Leafs nach Phoenix, Arizona, umgesiedelt und spielten fortan als Phoenix Roadrunners in der WHL.

## Saisonstatistik
Abkürzungen: GP = Spiele, W = Siege, L = Niederlagen, T = Unentschieden, OTL = Niederlagen nach Overtime SOL = Niederlagen nach Shootout, Pts = Punkte, GF = Erzielte Tore, GA = Gegentore, PIM = Strafminuten
| Saison  | GP | W  | L  | T | OTL | SOL | Pts | GF  | GA  | Platz   | Playoffs           |
| 1964/65 | 70 | 32 | 36 | 2 | —   | —   | 66  | 246 | 242 | 4., WHL |                    |
| 1965/66 | 72 | 40 | 28 | 4 | —   | —   | 84  | 260 | 243 | 2., WHL | Lester Patrick Cup |
| 1966/67 | 72 | 30 | 34 | 8 | —   | —   | 68  | 224 | 232 | 5., WHL |                    |